# 西三角经济圈
西三角经济圈，全称为西部川陕渝金三角，是一个设计中的经济区；总面积22万平方公里，人口1.18亿，包含47座城市，GDP总额1.5万亿元人民币，占中国的6.3%，整个西部的33%。此方案已提请中国国务院，并希望将“西三角经济圈”的建设纳入国家“十二五”规划。（最终未纳入）

## 背景
2009年3月6日，在全国人大常委会委员长吴邦国参加十一届全国人大二次会议重庆代表团小组审议时，重庆市常务副市长黄奇帆首次正式提出了“西三角经济圈”的概念。其核心内容是，成渝地区联合以西安为中心的“关中城市群”，共同打造中国经济第四增长极。
2009年5月2日，川陕渝三省市发改委的负责人在陕西召开座谈会，就加快构建“西三角”经济区相关工作进行沟通和协商，并签署《关于共同打造「西三角」经济区的工作协议》。国家发改委西部开发司透露，将对设立西部三角经济区进行调研。如果获得批准，计划到2020年，「西三角」的经济总量将占中国国内生产总值的10%。
2010年6月18日，国务院批准成立重庆两江新区。这是继上海浦东新区、天津滨海新区之后，中国内陆唯一的国家级开发开放新区。